# Zicke (Schimpfwort)
Zicke ist eine abwertende Tiermetapher, die als Schimpfwort insbesondere gegen Mädchen und Frauen benutzt wird, die aus Sicht des Sprechers Schwierigkeiten („Zicken“) machen, d. h. „zicken“.

## Wortherkunft
Ursprüngliche Assoziation des Schimpfwortgebrauchs von Zicke/Ziege kommt in dieser Wahrnehmung den Lauten zu, die eine Ziege von sich gibt; da diese Laute allgemein meckern genannt werden, sind sie mit sich-Beklagen assoziiert.
In den 1960er Jahren führte der Betriebssoziologe Herbert Wiedemann den Begriff dagegen auf die „Ziehkartei“ zurück. Unter „Bank- und Versicherungsfachleuten“ hätte die Arbeit mit solchen Ziehkarteien als „besonders monoton“ gegolten: „Von den traditionellen Angestellten werden die Mädchen und Frauen, die in der Zieh-(Zentralinkasso-)Abteilung arbeiten, „Zicken“ genannt und entsprechend sind sie auch statusmäßig einrangiert.“

## Wortverwendung
Der für das Tier heute übliche Ausdruck Ziege ist ebenfalls als Schimpfwort gebräuchlich.
Als Verb „zickt“ jemand (oder auch etwas, beispielsweise ein technisches Gerät), wenn sie, er oder es unangemessene oder unerwartete Schwierigkeiten macht. Als Adjektiv verhält sich jemand „zickig“. Eine weitere verbreitete Nomen-Verb-Wendung ist „Zicken machen“, sie hat die gleiche Bedeutung wie das Verb „zicken“. Die letzten drei Ausdrücke werden auch für männliche Personen benutzt. Schon deutlich länger existiert der Ausdruck Zimtzicke, der heute vor allem eine Steigerungsstufe von Zicke darstellt. Seinem Ursprung nach bezieht sich der erste Wortteil nicht auf das Gewürz Zimt, sondern auf den gleichlautenden rotwelschen Ausdruck für „Gold, Geld“, der im 19. Jahrhundert auch antonymisch für „wertloses Zeug, Plunder“ verwendet wurde. Zimtzicke bedeutet somit „eine Frau, die wegen jedes Zimts, jeder Nichtigkeit rumzickt“.
Seit den 2000er Jahren sind einige Neologismen um den Ausdruck Zicke entstanden, zum Beispiel  die abwertenden Begriffe „Zickenkrieg“ und „Zickenalarm“, die meist einen heftigen Konflikt zwischen mehreren „Zicken“ untereinander bezeichnen.
Seit 2006 steht der umgangssprachliche und abwertende Begriff „Zickenkrieg“ im Duden. Die Beleidigungen „Zicke“ oder „zickig“ werden vor deutschen Gerichten regelmäßig mit Geldstrafen geahndet und der geschädigten Person häufig auch Schmerzensgeld zugesprochen.

## Hintergründe
Hintergrund ist laut Ley und Michalik die bislang fehlende gesellschaftliche Legitimität von offenen Konflikten, Wettbewerb und Konkurrenz unter bzw. mit Frauen (Mädchen). Im Gegensatz zum weiblichen Habitus wurde der männliche Habitus über Jahrhunderte durch eine wachsende Legitimierung und Zivilisierung von Eigennutz und Konkurrenz geprägt. Heute sind die „ernsten Spiele des Wettbewerbs“ und die zugehörigen Spielregeln ein zentraler Bestandteil männlicher Sozialisation (siehe auch Hegemoniale Männlichkeit). Im Gegensatz dazu werden offene Konflikte, Wettbewerb und Konkurrenz als nicht legitim angesehen und abgewertet, wenn Frauen (Mädchen) die Akteure sind. Während für Männer (Jungen) das Ideal einer „Gerechtigkeitsmoral“ gilt, besteht für Frauen (Mädchen) das Ideal einer „Fürsorgemoral“. Offene Konflikte mit Frauen (Mädchen) sind deshalb sowohl für Männer (Jungen) als auch für Frauen (Mädchen) ein schwer zu überwindendes „Tabuthema“. Durch die fehlende gesellschaftliche Akzeptanz von offenen Konflikten mit Frauen (Mädchen) wird zugleich der Ausbau einer konstruktiven Praxis, d. h. ein Habituswandel bei Männern (Jungen) und Frauen (Mädchen) behindert. Die widersprüchlichen Anforderungen von Idealisierung und Tabuisierung konstruktiver Konfliktpraxis mit Frauen (Mädchen) lassen einen Teufelskreis bzw. eine paradoxe Handlungssituation entstehen.
Die Tabuisierung und fehlende Akzeptanz von Frauen (Mädchen) als legitimen Akteuren in Konflikten behindert zugleich eine Kooperation mit Frauen (Mädchen) auf gleicher Ebene oder auf Führungsebene. Denn soziale Beziehungsgeflechte basieren stets auf möglichst funktionsfähigen Balancen von Kooperation und Konkurrenz (in Märkten genannt Coopetition). Im Alltag sind diese Balancen trotz aller Gleichheitsideale bis heute für Frauen und Männer sehr unterschiedlich. Dies lässt sowohl für Frauen (Mädchen) als auch für Männer (Jungen) einen schwer zu lösenden Zwiespalt im Umgang mit Frauen (Mädchen) als machtvollen Akteuren sowohl in Konkurrenz als auch in Kooperation entstehen.
„Meist wird nicht der Konflikt an sich, sondern die Form des Konfliktaustrags thematisiert und die Zugehörigkeit zum weiblichen Geschlecht als erklärende Variable definiert.“